# ناحیه نیشاوا
ناحیه نیشاوا (به صربی: Nišava District) یک روستا در صربستان است که در صربستان واقع شده‌است. ناحیه نیشاوا ۲٬۷۲۹ کیلومتر مربع مساحت و ۳۷۲٬۴۰۴ نفر جمعیت دارد.